# Giovanni Battista Guidi
Giovanni Battista Guidi (ur. 26 kwietnia 1852 w Collepardo, zm. 22 lipca 1904 w Manili) – włoski duchowny rzymskokatolicki, arcybiskup, dyplomata papieski.

## Biografia
W 1875 otrzymał święcenia prezbiteriatu z rąk nuncjusza apostolskiego w Austro-Węgrzech abpa Lodovico Jacobiniego.
6 września 1902 papież Leon XIII mianował go arcybiskupem tytularnym stauropolitańskim. 21 września 1902 przyjął sakrę biskupią z rąk sekretarza stanu kard. Mariano Rampolli del Tindaro. Współkonsekratorami byli emerytowany biskup Nepi i Sutri abp ad personam Giuseppe Maria Costantini oraz sekretarz Świętej Kongregacji Nadzwyczajnych Spraw Kościelnych abp Pietro Gasparri.
Cztery dni później Leon XIII mianował go delegatem apostolskim na Filipinach. Urząd ten pełnił do śmierci 22 lipca 1904.